# Разбаш, Андрей Леонидович
Андре́й Леони́дович Разба́ш (15 декабря 1952, Усть-Кара, Ненецкий национальный округ, Архангельская область — 23 июля 2006, Москва) — советский и российский деятель телевидения, оператор, режиссёр, телеведущий, продюсер.
Являлся одним из учредителей независимой телекомпании «ВИD».

## Биография

### Ранние годы
Родился 15 декабря 1952 года, в посёлке Усть-Кара, Ненецкого национального округа, Архангельской области.
Дед Наум Разбаш был заместителем главного редактора газеты «Гудок»: «Да, перед войной: он был замом главного в газете „Гудок“, номенклатурной фигурой. Но евреем». Потом занимал должность главного редактора газеты «Советский Уэлен».
Отец Леонид Наумович Разбаш (20 июля 1927 — 15 июня 2007) был радистом на Крайнем Севере.
Имел двух братьев — единоутробного Анатолия и сводного Алексея.
В 1977 окончил Московский авиационный институт по специальности «радиоинженер».
Два года служил в ракетно-космических войсках, управляя космическими аппаратами различного назначения: спутниками-шпионами и орбитальными станциями. В течение полутора лет — разработчик специальной аппаратуры на военном предприятии; занимался компьютерными программами «распознавания образов». Ему пять раз предлагали перейти на работу в КГБ, но каждый раз он отказывался.

### Карьера
В 1980 году уволился в запас и пришёл в Телевизионный технический центр «Останкино», где поочерёдно работал видеоинженером, монтажёром и телевизионным оператором.
В 1983—1984 годах работал в отделе видеозаписи телевизионных программ в должности старшего инженера аппаратной видеозаписи и монтажа. Принимал непосредственное участие в записи и монтаже программ «Молодёжной редакции», таких как «Мир и молодёжь», «Весёлые ребята», различных музыкальных и развлекательных программ.
В 1987 году создал трёхсерийный документальный фильм «Дети XX съезда» о поколении шестидесятников (в соавторстве с Леонидом Парфёновым), затем, с началом выхода в эфир в октябре программы «Взгляд» — ассистент режиссёра, а затем режиссёр этой программы. Он рассказывал:
«Пиком своей карьеры я считаю должность начинающего режиссёра „Взгляда“ в 1987 году. Это была вершина и энергетически, и профессионально — в смысле влияния на окружающий мир».
Андрей Разбаш в 1989 году познакомился с музыкантами из группы «Агата Кристи» и снял для них клипы на две песни: «Наша правда» и «Вива, Кальман!».
В 1991 году стал учредителем и членом совета директоров телекомпании ВИD (17,14 %), продюсером и режиссёром первого телевизионного проекта совместно с «Wittle Communication» (США): международный образовательный телемост между советскими и американскими школьниками — прямой эфир на 10 000 американских школ. Ведущий с американской стороны — Том Брокау (АВС).
С 1992 года — генеральный директор телекомпании ВИD, директор творческого объединения «Эксперимент» РГТРК «Останкино» (преобразованная Молодёжная редакция Центрального телевидения) и руководил как директор и администратор творческими группами таких проектов, как КВН, «Взгляд», «Поле чудес», «Тема» и др. Вместе с Владом Листьевым был продюсером программ «Звёздный час» и «Час пик».
В книге «Влад Листьев. Пристрастный реквием» отмечается:
 Первый «Мерседес» в компании купили в складчину на 40-летний юбилей Разбаша. И на следующий день тачку угнали. Андрей на ней не прокатился ни разу.
С 1993 по 1995 год заместитель председателя РГТРК «Останкино», отвечал за художественное вещание Первого канала, занимался программированием киновещания, развлекательных и спортивных программ, организацией трансляции чемпионатов мира по футболу, участвовал в запуске музыкального проекта «Звёзды в Кремле».
Принимал участие в создании оригинальных проектов для государственного телевидения — «Авто-шоу», «Экслибрис», «Программа — X», «Дело», «Человек недели».
С возникновением ОРТ весной 1995 г. вернулся в телекомпанию ВИD, с октября 1995 года — главный продюсер телекомпании и параллельно ведущий программы «Час пик». Продюсер ряда проектов для ОРТ: «Угадай мелодию», капитал-шоу «Поле чудес», «Звёздный час», «Серебряный шар» с Виталием Вульфом, «Тема» с Юлием Гусманом, автор идеи проекта «Как это было». Также в 1998 году озвучил заставку телекомпании.
Продюсер 30-серийного фильма «Чеховские рассказы», посвящённого столетию Московского Художественного Академического Театра (ТВ-6), а также продюсер проектов «Чердачок Фруттис» (ОРТ) и «Ищу тебя» (РТР, потом ОРТ).
В августе—октябре 1998 года являлся продюсером программ «Доброе утро, Россия!» и «1-я студия» на РТР. Автор идеи возрождения традиции новогодних «Голубых огоньков» на телевидении (под названием «Голубой огонёк на Шаболовке»). В 2001 году организовал собственную продюсерскую компанию «Крылья-Медиа».
Разбаш всю жизнь мечтал стать профессиональным лётчиком и время от времени летал на лёгких самолётах. Отчасти эта мечта начала воплощаться, когда в 2001 году на ОРТ была запущена его авторская программа «Крылья», а в 2005 году программа переехала на канал «Звезда» под названием «Крылья Отчизны». Разбаш был также автором и ведущим документальных проектов «Большой взрыв» и «Сотворение мира».
В 2002 году продюсировал реалити-шоу «Гарем» (СТС, 1+1).
В течение шести выпусков на «Первом канале» в 2005 году выходила его другая авторская программа — «Прости!». В том же году продюсировал передачу «Нет проблем с доктором Курпатовым» (телеканал «Домашний»).
В ноябре 2005 года стал креативным директором телеканала «Звезда». Также снимался в рекламных роликах.

### Личная жизнь
Первая жена — Татьяна Юрьевна Борзова. Дети — сыновья Илья и Александр, дочь Ксения.
Вторая жена (незарегистрированный брак) — Татьяна Эриковна Иванова, сотрудник «Останкино» (21 марта 1965 — 11 января 2004, скончалась от тромбоэмболии). Сын Андрей (род. 1993) — окончил факультет социологии Финансового университета при Правительстве РФ, автоинструктор по экстремальному вождению.
Третья жена — Альбина Владимировна Назимова (род. 9 июня 1963) — вдова Владислава Листьева. Сын Иван.
Ксения Владимировна Мишонова (род. 14 декабря 1972) — журналист, общественный деятель, уполномоченный по правам ребёнка в Московской области (с 22 декабря 2016). С ней прожил последний год своей жизни.
Скончался на 54-м году жизни от сердечного приступа в ночь на 23 июля 2006 года в Москве. Прощание состоялось 25 июля 2006 года в храме Вознесения Господня у Никитских ворот. Похоронен на участке № 44-б кладбища в Лайково (Одинцовский район) рядом с могилой матери.

## Награды
В ноябре 2006 года (через несколько месяцев после своей смерти) был награждён специальным призом Премии ТЭФИ «За личный вклад в развитие Российского телевидения».